# Sédelle
La Sédelle (La Sedèla en occitan marchois) est une rivière française qui coule dans le département de la Creuse. C'est un affluent de la Creuse en rive gauche, donc un sous-affluent de la Loire par la Creuse, puis la Vienne.

## Géographie

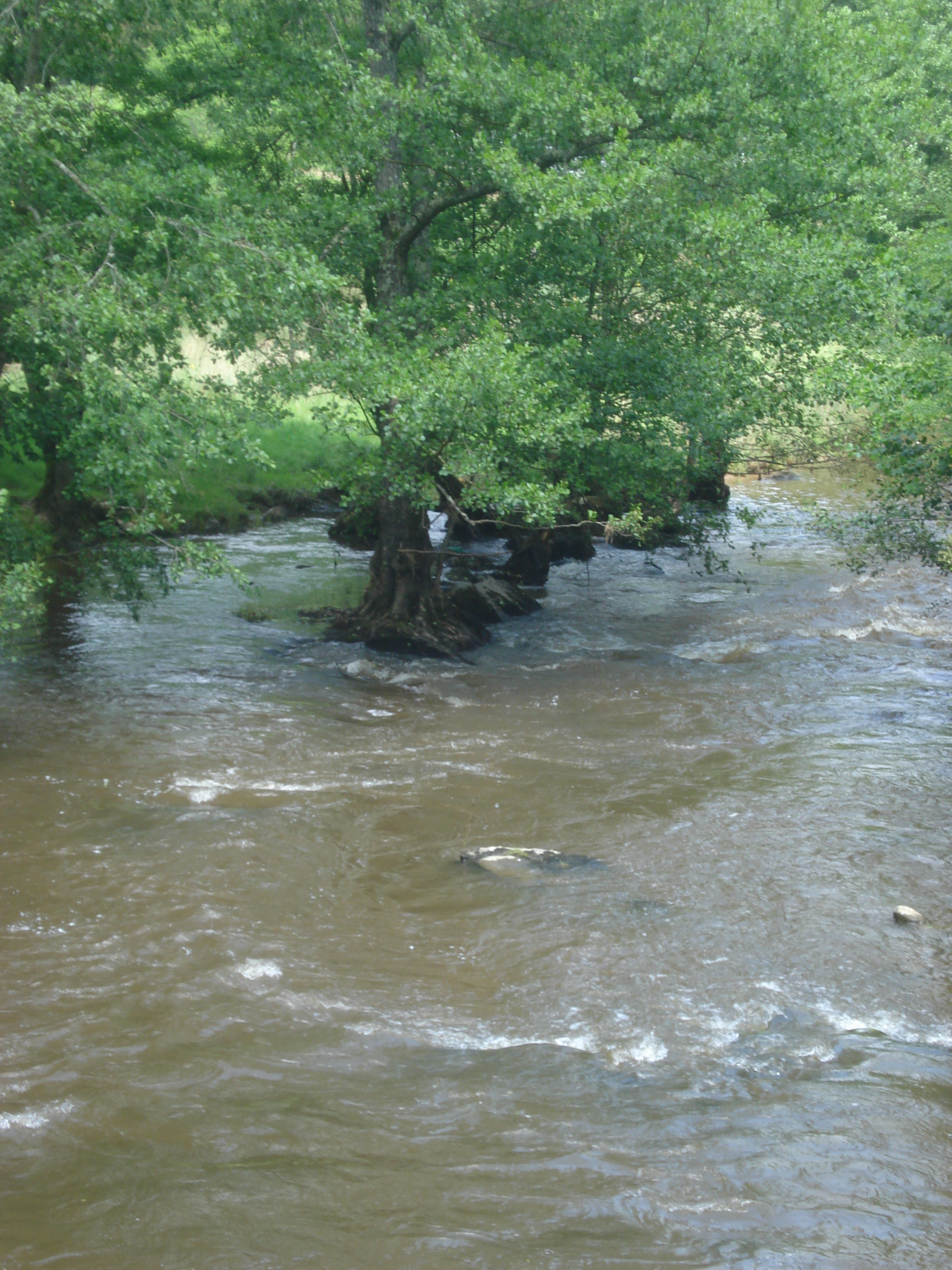
La Sédelle près de La Chapelle-Baloue.

La longueur de son cours d'eau est de 37,6 kilomètres.
La Sédelle naît entre les lieux-dits les Patureaux et Librat, à 427 m d'altitude, sur le territoire de la commune de Lizières dans le département de la Creuse et se dirige d'abord vers l'ouest. Arrivée à La Souterraine, elle effectue un coude vers le nord et peu après vers l'est. Enfin la plus grande partie de son parcours se déroule en direction du nord, tout en effectuant de nombreux méandres. Elle finit par se jeter dans la Creuse au niveau du lac de Chambon, sur la commune de Crozant, à 208 m d'altitude.

### Communes et cantons traversés
Dans le département de la Creuse, la Sédelle traverse les huit communes suivantes, dans le sens amont vers aval, de Lizières (source), Saint-Priest-la-Feuille, La Souterraine, Saint-Agnant-de-Versillat, Saint-Germain-Beaupré, Saint-Léger-Bridereix, Sagnat, Lafat, La Chapelle-Baloue, Crozant (embouchure), toutes communes du département de la Creuse. 
Soit en termes de cantons, la Sédelle prend source dans le canton du Grand-Bourg, traverse le canton de La Souterraine, conflue dans le canton de Dun-le-Palestel, le tout dans l'arrondissement de Guéret

### Bassin versant
La Sédelle traverse quatre zones hydrographiques pour une superficie de 253 km2. Ce bassin versant est composé à 82,74 % de « territoires agricoles », à 14,29 % de « forêts et milieux semi-naturels », à 2,85 % de « territoires artificiels », à 0,30 % de « surfaces en eau »

### Organisme gestionnaire
Le syndicat mixte d’aménagement de la Brenne, de la Creuse, de l’Anglin et de la Claise (SMABCAC) est l'organisme gestionnaire du cours d'eau.

## Affluents
La Sédelle a douze tronçons affluents référencés dont :
- la Gane (rg) 1,9 km sur les deux communes de Saint-Agnant-de-Versillat, et Saint-Germain-Beaupré, avec un affluent
- la Brézentine (ou Brézantine[6]) (rd), 21,4 km sur sept communes avec cinq tronçons affluents et de rang de Strahler quatre[3].

Donc le rang de Strahler est de cinq.

## Hydrologie
La Sédelle est une rivière assez abondante, comme la plupart des cours d'eau du département de la Creuse et du Limousin en général. 

### La Sédelle à Lafat
Son débit a été observé sur une période de 38 ans (1967-2004), à Lafat, localité de la Creuse située au niveau de son confluent avec la Creuse . Le bassin versant de la rivière est de 225 km2 soit 90 % de la superficie totale de celui-ci. 
Le module de la rivière à Lafat est de 2,89 m3/s. 
La Sédelle présente des fluctuations saisonnières de débit assez marquées, avec des hautes eaux d'hiver-printemps portant le débit mensuel moyen à un niveau situé entre 3,9 et 5,7 m3/s, de décembre à avril inclus (avec un maximum très net en janvier et surtout février), et des basses eaux d'été, de juillet à septembre inclus, avec une baisse du débit moyen mensuel jusqu'à 0,676 m3 au mois d'août. 

### Étiage ou basses eaux
À l'étiage, le VCN3 peut chuter jusqu'à 0,110 m3/s, en cas de période quinquennale sèche, 
soit 110 litres par seconde, ce qui peut être considéré comme sévère. 

### Crues
Les crues peuvent être assez importantes, caractéristique partagée par la plupart des cours d'eau de la Creuse.
Ainsi les QIX 2 et QIX 5  valent respectivement 36 et 52 m3/s. Le QIX 10 est de 64 m3/s, le QIX 20 de 74 m3/s, et le QIX 50 de 88 m3/s. 
Le débit instantané maximal enregistré à Lafat durant la période d'observation, a été de 89 m3/s le 1er février 1990, tandis que la valeur journalière maximale était de 57 m3/s le 14 février de la même année. En comparant la première de ces valeurs à l'échelle des QIX de la rivière, on constate que cette crue était d'ordre cinquantennal, et donc assez exceptionnelle, n'étant destinée à se reproduire que tous les 50 ans en moyenne.

### Lame d'eau et débit spécifique
La Sédelle est une rivière bien fournie et abondante. La lame d'eau écoulée dans son bassin versant est de 408 millimètres annuellement, ce qui est supérieur à la moyenne d'ensemble de la France tous bassins confondus, et aussi à la moyenne de la Loire (244 millimètres par an), et de la Vienne (319 millimètres par an), ainsi que de la Creuse (303 millimètres par an). Le débit spécifique de la rivière (ou Qsp) affiche de ce fait le beau chiffre de 12,9 litres par seconde et par kilomètre carré de bassin.

## Population piscicole
La Sédelle est une rivière poissonneuse. Elle est peuplée de truites sauvages (truites farios), de poissons blancs comme le chevesne ou l'ablette, ainsi que de carnassiers tels brochets ou sandres. Elle fait ainsi le bonheur des pêcheurs creusois.

## Curiosités - Tourisme
- La Souterraine, ville médiévale, avec son église des XIe et XIIe siècles avec tour du XIIIe, le tout comportant une crypte qui renferme un ancien sanctuaire gallo-romain souterrain. D'où le nom de la ville. Dans la cité, nombreuses maisons médiévales et Renaissance.
- Le lac de Chambon : nombreuses activités sportives aquatiques ou terrestres. Belles randonnées. Visite du barrage.
- L'école de Crozant, composée d'une série de peintres paysagistes des XIXe et XXe siècles, est située sur les rives des deux Creuses et de la Sédelle, à proximité des communes de Crozant et de Fresselines dans le département de la Creuse. C'est une école « sans maître », qui n'est rien d'autre qu'une commode appellation, imaginée ultérieurement, pour désigner tous ceux qui ont trouvé l'inspiration sur les rives de la Creuse. Claude Monet en 1889 au cours d'un séjour à Fresselines réalisait sa première série sur le site du confluent des deux Creuses. Il réalisera 23 toiles dans la vallée.

Vallée de la Sédelle par Armand Guillaumin
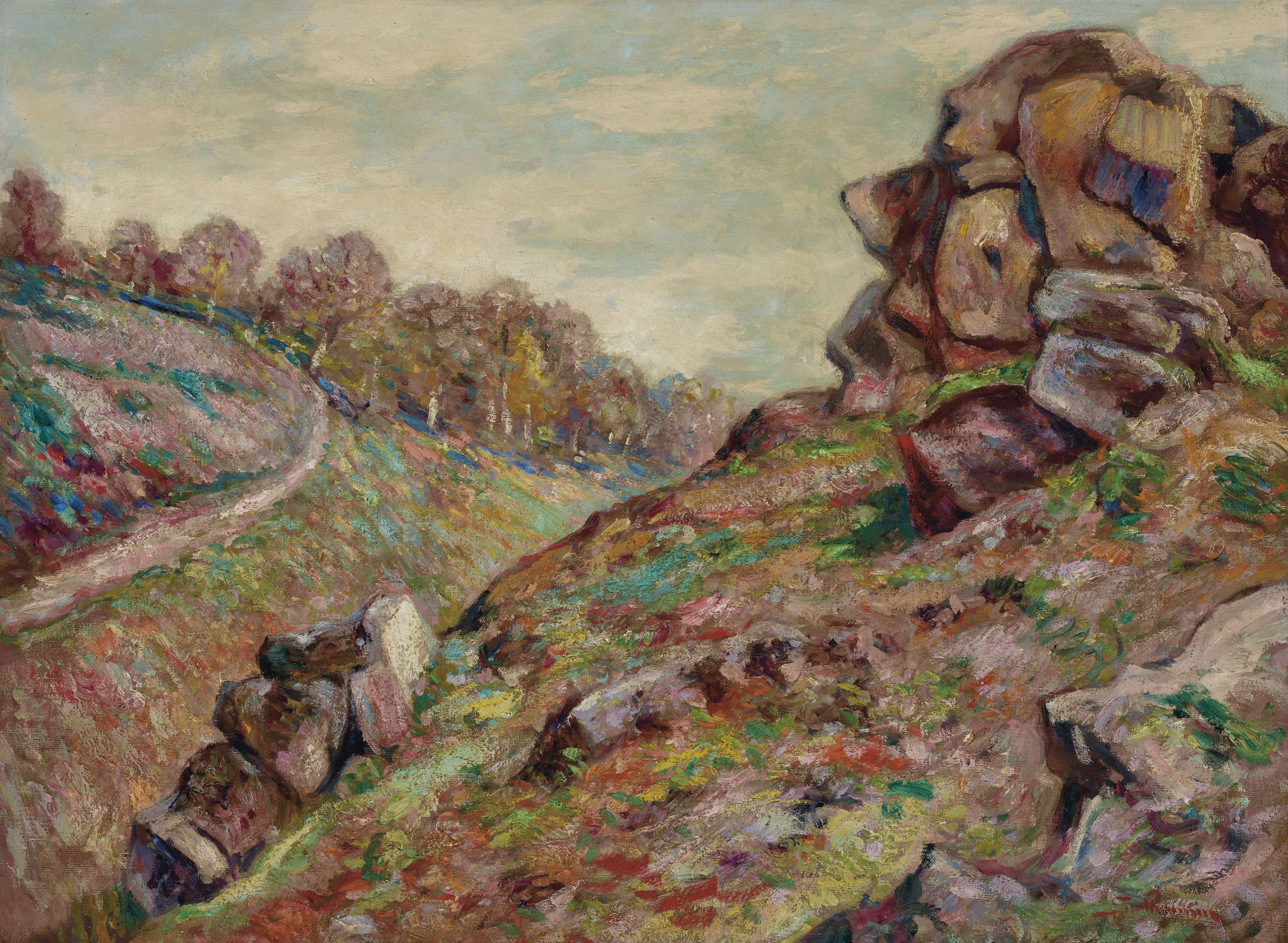
Hauteur de la Sédelle, paysage de la Creuse, vers 1895 Collection privée, Vente 2021.
Vallée de la Sédelle au Pont Charraud : gelée blanche, 1903-1911 Cleveland Museum of Art.
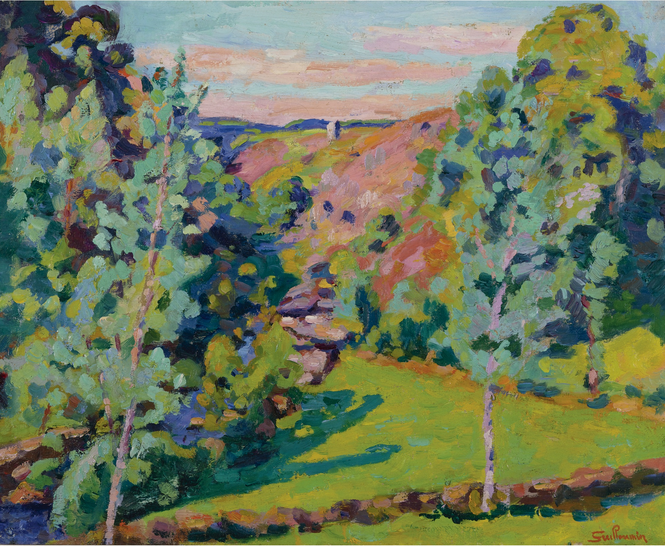
Vallée de la Sédelle, 1920 Collection privée, Vente 2010.